# Argentina ai Giochi della XVIII Olimpiade
L'Argentina partecipò ai Giochi della XVIII Olimpiade, svoltisi a Tokyo dal 10 al 24 ottobre 1964, con una delegazione di 102 atleti impegnati in 14 discipline per un totale di 78 competizioni. Portabandiera alla cerimonia di apertura fu la nuotatrice Jeanette Campbell, medaglia d'argento alle Olimpiadi di Berlino 1936 e madre di Susanna Peper, anch'essa nuotatrice, iscritta a questa edizione dei Giochi.
Il bottino della squadra, alla sua dodicesima partecipazione ai Giochi estivi, fu di una medaglia d'argento conquistata da Carlos Moratorio nell'equitazione.

## Medaglie
| Medaglia | Atleta           | Sport       | Evento                        |
| -------- | ---------------- | ----------- | ----------------------------- |
| Argento  | Carlos Moratorio | Equitazione | Concorso completo individuale |